# Liste der Mitglieder des Landtages des Saarlandes (1. Wahlperiode)

Sitzverteilung während der 1. Legislaturperiode

Diese Liste gibt einen Überblick über die Mitglieder des Landtages des Saarlandes der 1. Wahlperiode (1947–1952). Die Gesetzgebende Versammlung des Saarlandes konstituierte sich am 14. Oktober 1947; aus ihr ging der erste Landtag des Saarlandes hervor, der sich am 15. Dezember desselben Jahres zu seiner konstituierenden Sitzung traf.

## Zusammensetzung
Nach der Wahl von 1947 setzten sich die 50 Mandate der Gesetzgebenden Versammlung bzw. des Landtages wie folgt zusammen:
| Fraktion                                        | Sitze (Beginn der Legislaturperiode) | Sitze (Ende der Legislaturperiode) |
| ----------------------------------------------- | ------------------------------------ | ---------------------------------- |
| Christliche Volkspartei des Saarlandes (CVP)    | 28                                   | 28                                 |
| Sozialdemokratische Partei des Saarlandes (SPS) | 17                                   | 17                                 |
| Demokratische Partei Saar (DPS)                 | 3                                    | –                                  |
| Demokratische Fraktion (DF)                     | –                                    | 3                                  |
| Kommunistische Partei (KP)                      | 2                                    | –                                  |
| fraktionslos                                    | 0                                    | 2                                  |

Am 14. Oktober 1948 trat Karl Hoppe aus der KP-Fraktion aus, wodurch sie ihren Fraktionsstatus verlor. Durch den Ausschluss von Heinrich Danzebrink aus der CVP-Fraktion hatte diese im Jahr 1949 zwischenzeitlich nur 27 Mitglieder. Die drei Mitglieder der DPS-Fraktion traten am 8. November 1950 aus ihrer Partei aus und schlossen sich zur Demokratischen Fraktion zusammen.

## Präsidium
| Gesetzgebende Versammlung | Landtag |
| --- | --- |
| PräsidentJohannes Hoffmann (CVP) 1. VizepräsidentPeter Zimmer (SPS) 2. VizepräsidentRichard Radziewsky (DPS) 1. SchriftführerPaul Schütz (CVP) 2. SchriftführerKarl Hoppe (KP) | PräsidentPeter Zimmer (SPS) 1. VizepräsidentBartholomäus Koßmann (CVP), bis 9. August 1952 Karl Germann (CVP), ab 7. Oktober 1952 2. VizepräsidentRichard Radziewsky (DPS, DF) 1. SchriftführerRudolf Trenz (CVP) 2. SchriftführerKarl Hoppe (KP), bis 8. November 1950 Ludwig Habelitz (CVP), ab 8. November 1950 |

## Fraktionsvorsitzende
| Gesetzgebende Versammlung                                                                              | Landtag |
| --- | --- |
| CVP-FraktionErwin Müller SPS-FraktionRichard Kirn DPS-FraktionRichard Radziewsky KP-FraktionKarl Hoppe | CVP-FraktionErwin Müller, bis 30. Oktober 1950 Rudolf Trenz, 30. Oktober 1950 bis 14. April 1951 Franz Singer, ab 14. April 1951 SPS-FraktionRichard Kirn, bis 19. Dezember 1947 Karl Etienne, 19. Dezember 1947 bis 14. November 1951 Richard Kirn, ab 14. November 1951 DPS-Fraktion bzw. Demokratische FraktionRichard Radziewsky KP-FraktionKarl Hoppe, bis 14. Oktober 1948 |

## Abgeordnete
| Mitglied des Landtages | Lebens- daten | Partei | Wahlkreis   | Anmerkungen |
| ---------------------- | ------------- | ------ | ----------- | --- |
| Louis Arend            | 1882–1952     | CVP    | Saarbrücken | † 10. April 1952 |
| Alois Backes           | 1908          | CVP    | Neunkirchen | |
| Heinrich Barth         | 1895–1949     | SPS    | Saarbrücken | † 18. Juni 1949 |
| Friedrich Bäsel        | 1907–1975     | KP     | Neunkirchen | fraktionslos ab 14. Oktober 1948; Mandat niedergelegt 23. Januar 1950                                                      |
| Alois Biesel           | 1898          | CVP    | Saarlouis   | |
| Georg Blank            | 1887–1966     | DPS    | Neunkirchen | Demokratische Fraktion ab 8. November 1950                                                                                 |
| Angela Braun-Stratmann | 1892–1966     | SPS    | Saarbrücken | |
| Heinz Braun            | 1888–1962     | SPS    | Saarlouis   | |
| Karl Brettar           | 1889–1975     | SPS    | Saarbrücken | |
| Gustav Bruch           | 1878–1956     | DPS    | Saarbrücken | Mandat niedergelegt 14. Oktober 1947                                                                                       |
| Kurt Conrad            | 1911–1982     | SPS    | Neunkirchen | |
| Heinrich Danzebrink    | 1899–1964     | CVP    | Neunkirchen | Fraktionsausschluss am 8. Januar 1949; Mandat am 30. Juni 1949 wegen fehlender saarländischer Staatsbürgerschaft aberkannt |
| Karl Etienne           | 1895–1962     | SPS    | Neunkirchen | |
| Karl Forster           | 1902          | CVP    | Neunkirchen | |
| Irmgard Fuest          | 1903–1980     | CVP    | Neunkirchen | |
| Ludwig Geraldy         | 1887–1953     | CVP    | Saarlouis   | nachgerückt 25. November 1947                                                                                              |
| Karl Germann           | 1877–1958     | CVP    | Neunkirchen | |
| Georg Gräsel           | 1906          | CVP    | Neunkirchen | nachgerückt 9. August 1952                                                                                                 |
| Peter Groß             | 1902–1976     | SPS    | Saarlouis   | |
| Fritz Grub             | 1883–1962     | CVP    | Neunkirchen | |
| Ludwig Habelitz        | 1889–1970     | CVP    | Saarbrücken | |
| Edgar Hector           | 1911–1989     | CVP    | Saarlouis   | |
| Georg Hirschmann       | 1888          | CVP    | Saarbrücken | nachgerückt 10. April 1952; Mandat niedergelegt 17. April 1952                                                             |
| Johannes Hoffmann      | 1890–1967     | CVP    | Saarlouis   | |
| Karl Hoppe             | 1898–1963     | KP     | Saarbrücken | Fraktionsaustritt 14. Oktober 1948                                                                                         |
| Paul Kärcher           | 1901–1970     | KP     | Neunkirchen | nachgerückt 23. Januar 1950; fraktionslos                                                                                  |
| Richard Kirn           | 1902–1988     | SPS    | Saarbrücken | |
| Jakob Kluding          | 1898–1983     | CVP    | Neunkirchen | nachgerückt 30. Juni 1949; Mandat niedergelegt 11. Juli 1949                                                               |
| Johann Kopper          | 1883–1955     | CVP    | Saarbrücken | |
| Bartholomäus Koßmann   | 1883–1952     | CVP    | Neunkirchen | † 9. August 1952 |
| Ernst Kunkel           | 1908–1984     | SPS    | Saarbrücken | |
| Josef Kurtz            | 1903–1970     | CVP    | Neunkirchen | |
| Auguste Lauer          | 1894–1980     | CVP    | Saarbrücken | nachgerückt 17. April 1952                                                                                                 |
| Gustav Levy            | 1886–1966     | DPS    | Saarbrücken | nachgerückt 14. Oktober 1947: Demokratische Fraktion ab 8. November 1950                                                   |
| Adam Litz              | 1924          | CVP    | Neunkirchen | |
| Anton Merziger         | 1887–1956     | CVP    | Saarlouis   | |
| Erwin Müller           | 1906–1968     | CVP    | Saarbrücken | |
| Hermann Neu            | 1893          | CVP    | Saarbrücken | |
| Hermann Petri          | 1883–1957     | SPS    | Neunkirchen | |
| Richard Radziewsky     | 1885–1969     | DPS    | Saarbrücken | Demokratische Fraktion ab 8. November 1950                                                                                 |
| Richard Rauch          | 1897–1977     | SPS    | Saarbrücken | |
| Emil Reifers           | 1900          | CVP    | Saarlouis   | |
| Hans Ruffing           | 1897–1979     | CVP    | Saarlouis   | |
| Luise Schiffgens       | 1892–1954     | SPS    | Neunkirchen | |
| Heinrich Schirra       | 1900–1961     | CVP    | Neunkirchen | nachgerückt 8. November 1949                                                                                               |
| Hans Schmidt           | 1903–1948     | CVP    | Saarbrücken | † 22. April 1948 |
| Georg Schulte          | 1903–1976     | SPS    | Saarlouis   | |
| Paul Schütz            | 1910–1990     | CVP    | Saarlouis   | Mandat niedergelegt 25. November 1947                                                                                      |
| Franz Singer           | 1898–1953     | CVP    | Saarbrücken | |
| Emil Straus            | 1899–1985     | CVP    | Saarlouis   | |
| Heinrich Strauß        | 1882–1968     | CVP    | Neunkirchen | |
| Conrad Wilhelm Tiator  | 1883–1953     | CVP    | Saarbrücken | nachgerückt 17. April 1952                                                                                                 |
| Rudolf Trenz           | 1882–1966     | CVP    | Saarbrücken | |
| Heinrich Wacker        | 1887–1970     | SPS    | Neunkirchen | |
| Hermann Wahrheit       | 1900–1981     | CVP    | Neunkirchen | |
| Emil Weiten            | 1907–1993     | CVP    | Saarlouis   | |
| Willi Weiten           | 1909–1952     | CVP    | Saarbrücken | nachgerückt 23. April 1948; † 1. April 1952                                                                                |
| Fritz Westermann       | 1893–1973     | SPS    | Saarbrücken | nachgerückt 19. Juni 1949                                                                                                  |
| Josef Weyand           | 1899          | SPS    | Saarlouis   | |
| Peter Zimmer           | 1887–1970     | SPS    | Saarbrücken | |
| Walter Zimmer          | 1898–1975     | SPS    | Neunkirchen | |